# Polish Journal of Chemistry
Polish Journal of Chemistry è una rivista accademica che si occupa di chimica.
Fondato nel 1921 con il nome Roczniki Chemii (abbreviato Rocz. Chem.), ha cambiato nell'attuale denominazione nel 1978.